# Carl Sentance
Carl Sentance (Loughborough, 28 giugno 1961) è un cantante britannico, conosciuto per essere stato il cantante dei Persian Risk, e per essere membro dei Nazareth.

## Biografia
Ha iniziato la sua carriera come cantante dei Persian Risk, fino al 1986, quando la band si sciolse. Nel 1990, è stato cercato dal chitarrista Paul Chapman, dei Lone Star, UFO e Waysted per suonare come cantante di una nuova band, i Ghost.
È stato anche il cantante per la Power Project Band, che ha pubblicato l'album Dinosaurs nel 2006. Questo supergruppo comprendeva veterani musicisti statunitensi quali Carlos Cavazo (Quiet Riot, Ratt), Jeff Pilson (Dokken, Dio, Foreigner) e Vinny Appice (Black Sabbath, Dio).
È membro originale della Don Airey Band, progetto solista del tastierista dei Deep Purple nato nel 2006; è la voce nell'album A Light in the Sky, e anche nell'album del 2018 di Airey, One of a Kind. Sentance ha pubblicato il suo album di debutto da solista, Mind Doctor, nel 2009.

## Discografia

### Con i Nazareth
- 2018 - Tattoed on My Brain
- 2022 - Surviving the Law

### Solista
- 2009 - Mind Doctor
- 2021 - Electric Eye

### Con i Persian Risk
- 1986 - Rise Up